# اریس مهندس
اریس مهندس (زادهٔ ۸ سپتامبر ۱۹۸۲) یک بازیکن فوتبال اهل افغانستان است.
وی در تیم ملی فوتبال افغانستان بازی کرده‌است.